# Max Zenger
Pour les articles homonymes, voir Zenger.
Max Zenger (Munich, 2 février 1837; Munich, 16 novembre 1911) est un compositeur bavarois.

## Biographie
Zenger a d'abord étudié avec L. Stark puis en 1859-1860 a poursuivi sa formation à Leipzig. Il a alors obtenu un emploi en tant que directeur de la musique à Ratisbonne et a obtenu en 1869 un poste équivalent à Munich. En 1872, Zenger a été nommé kapellmeister à Karlsruhe, mais il est revenu rapidement à Munich. Là, il a travaillé de 1878 à 1885 en tant que chef de l'« Oratorienverein » et l'« Akademische Gesangverein ». En même temps, il était aussi un professeur de chant choral à l'École Royale de Musique.
Max Zenger a été enterré dans l'ancien cimetière du Sud de Munich (tombe 12-02-55).
À Munich, depuis 1918, une rue porte son nom.

## Œuvres (liste partielle)
- Die beiden Foscari, opéra (1863, d'après I due Foscari de Giuseppe Verdi)
- Ruy Blas, opéra (1868, Munich)
- Wieland der Schmied, opéra (1880, Munich)
- Eros und Psyche, opéra (1901, Munich)
- Venus und Adonis et Les Plaisirs de l'île enchantée, ballets (écrits en 1881 à la demande de Louis II de Bavière)
- Kain, oratorio (1867)
- Hymne an das Feuer
- Das Madchen vom Walde poème scénique, pour soprano, chœur féminin et piano
- deux Symphonies
- Ouverture de concert
- Sonate pour cor en fa et piano, op. 90
- Amor und Psyche, Sonate pour deux violons, composée dans l'ancien style pour le roi Louis II de Bavière
- plus de 100 lieder